# Audric Bezard
Pour les articles homonymes, voir Bezard.
Audric Bezard, né en 1982 à La Tranche-sur-Mer, est un danseur français, premier danseur du Ballet de l'Opéra national de Paris.

## Biographie
Audric Bezard commence à étudier la danse jazz en Vendée, alors qu'il n'a que quatre ans. Il commence la danse classique à huit ans avant d'entrer au Conservatoire de La Roche-sur-Yon, et est repéré lors d'un stage dans sa région ; il intègre alors l'École de danse qui forme les futurs danseurs de l'Opéra de Paris. C'est là que, selon la tradition ancestrale de l'École, la danseuse étoile Aurélie Dupont le prend sous son aile et devient sa petite mère.
Engagé dans la compagnie dès son diplôme obtenu, Audric Bezard devient coryphée en 2005 (après avoir interprété des extraits de Don Quichotte et du Lac des cygnes) puis sujet dès l'année suivante, le 20 décembre 2006.
En 2008, il est le lauréat du prix de danse du cercle Carpeaux.
Le 9 novembre 2012, il est promu premier danseur.

## Répertoire
- La Belle au bois dormant : le prince Désiré
- Don Quichotte : Espada
- Proust ou les intermittences du cœur : Morel, Saint-Loup
- Paquita : Iñigo
- Le Sacre du Printemps : l'Élu
- Onéguine : Lenski
- Le Songe d'une nuit d'été : Etriqué / le Lion
- Joyaux : Diamants
- L'Histoire de Manon / K.MacMillan: Lescaut
- Le Lac des Cygnes / Siegfried
- Ballet impérial, soliste principal